# 마구리

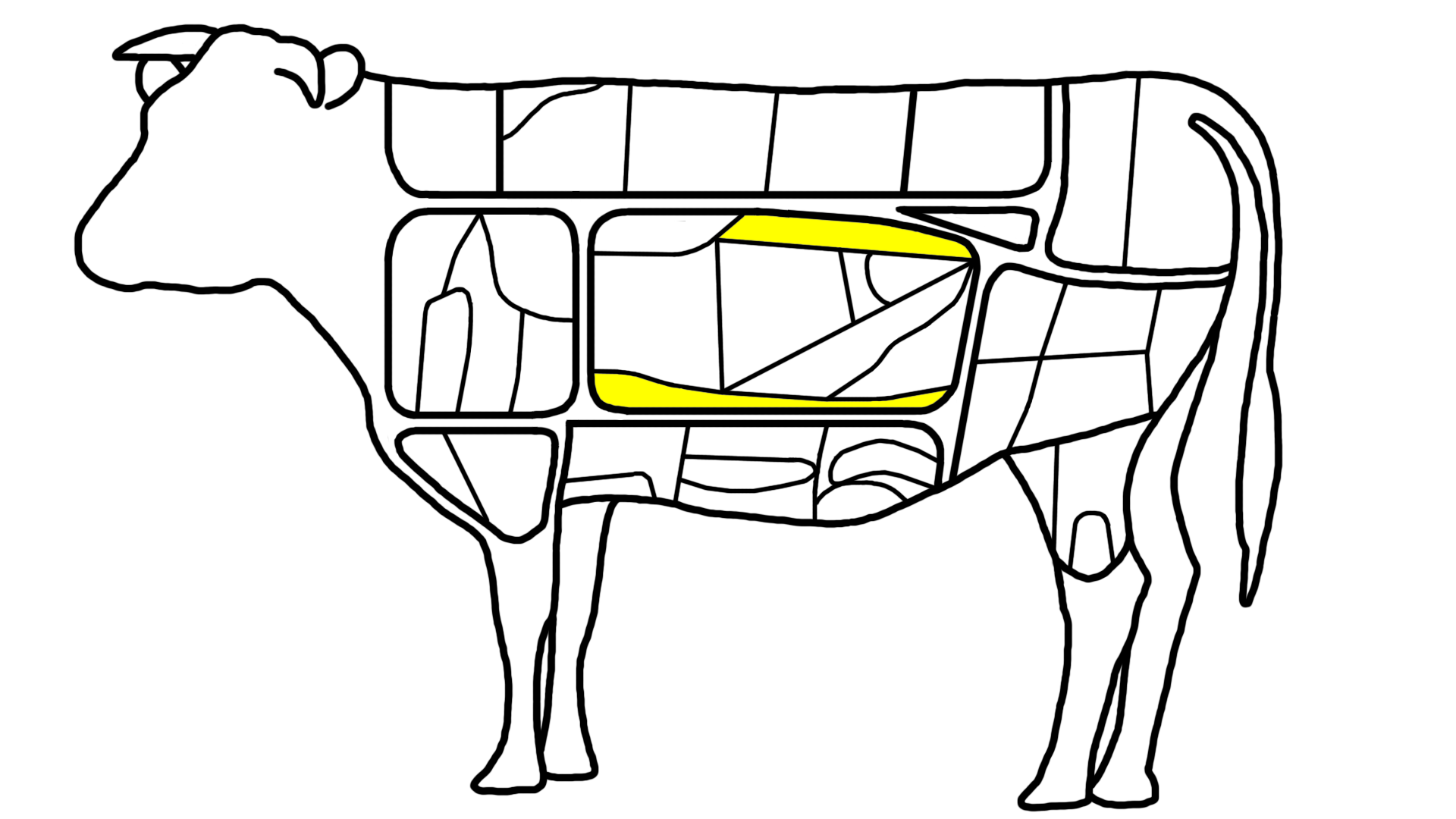
마구리

마구리는 갈비 부위의 양쪽 끝에 있는 척추 또는 가슴 부위로, 보통 갈비살을 얻기 위해 제거되는 부위이다. 갈비마구리라고도 부른다.
- 쇠갈비에서 분리한 마구리는 갈비탕을 끓이거나 육수를 낼 때 쓴다.[1] 불갈비를 만들기도 한다.[1]
- 돼지갈비에서 분리한 마구리는 육수를 낼 때 쓴다.[2] 불갈비를 만들기도 한다.[2]

## 같이 보기
- 갈비살
- 꽃갈비
- 본갈비
- 안창살
- 제비추리
- 참갈비
- 토시살